# 海斯鎮區 (密歇根州沙勒沃伊縣)
海斯鎮區（英語：Hayes Township）是位於美國密歇根州沙勒沃伊县的一個行政鎮區。

## 地方資料
海斯鎮區的面積為111.81平方千米，當中陸地面積為77.93平方千米，而水域面積為33.88平方千米。根據2020年美國人口普查的數據，當地共有人口2000人，而人口密度為每平方千米17.89人。